# 대니얼 프랜지스

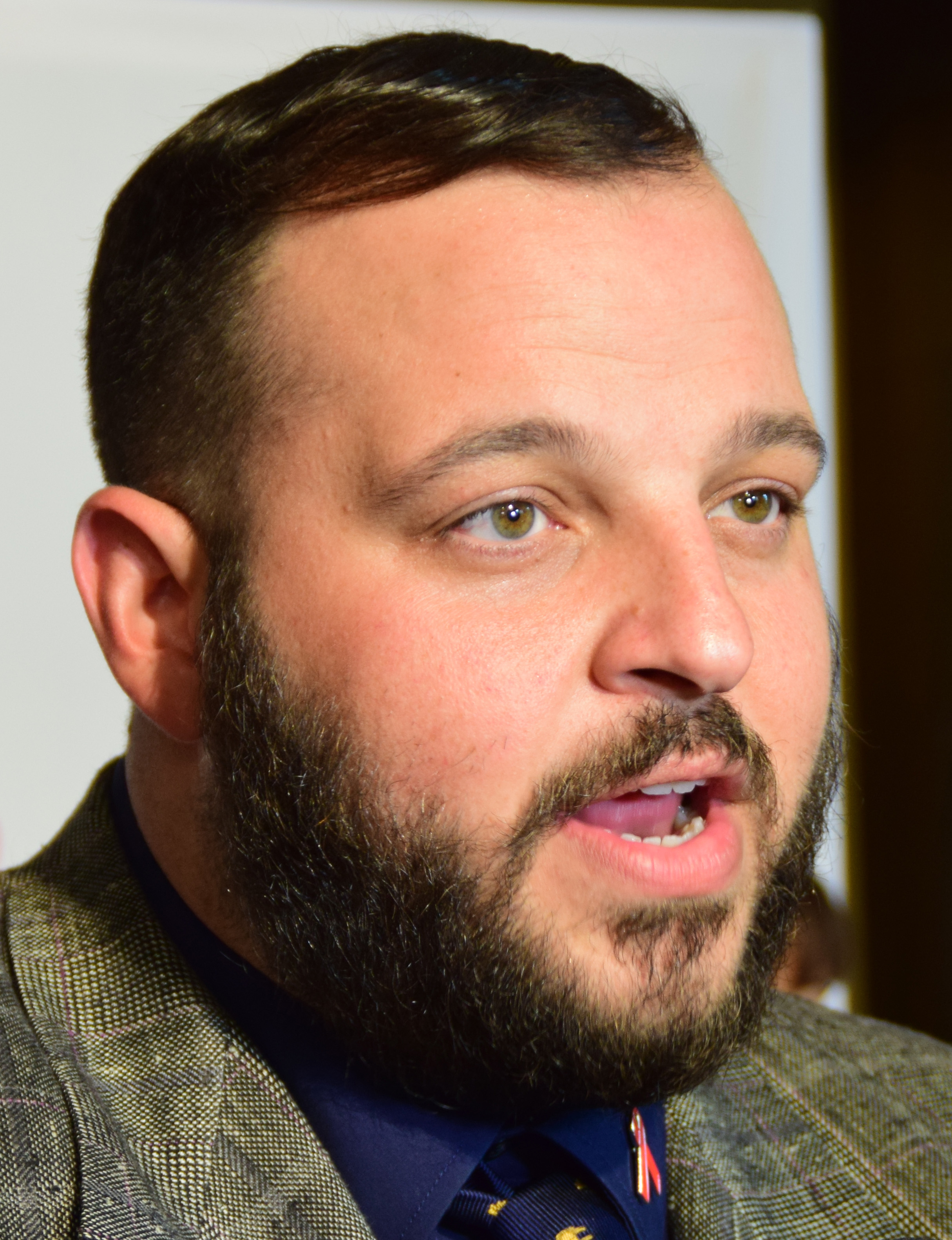

다니엘 프랜지스(Daniel Franzese, 1978년 5월 9일 ~ )는 미국의 배우이다.

## 출연 작품
- 리커버리 로드 (2016년)
- 푸드파이트! (2012년)
- 네 무덤에 침을 뱉어라 (2010년) - 스탠리 역
- 인 노스우드 (2009년)
- 더 미싱 퍼슨 (2009년)
- 살인 이론 (2009년) - 프레디 역
- 킬러 패드 (2008년)
- 바 스타즈 (2007년)
- 위험한 댄싱걸 (2006년) - 빅 클리브 역
- 크루얼 월드 (2005년) - 클로드 마크햄 역
- 우주 전쟁 (2005년)
- 스테이트사이드 (2004년)
- 퀸카로 살아남는 법 (2004년) - 데미안 역
- 파티 몬스터 (2003년)
- 불리 (2001년)
- 루킹 2

### 텔레비전
- 톰 행크스의 일렉트릭시티 (2012, Electric City)